# Calaphneope
Calaphneope is een kevergeslacht uit de familie van de boktorren (Cerambycidae). De wetenschappelijke naam van het geslacht werd voor het eerst geldig gepubliceerd in 2011 door Vives & al..

## Soorten
Calaphneope is monotypisch en omvat slechts de volgende soort:
- Calaphneope monteithi Vives & al., 2011